# Unterrabnitz-Schwendgraben
Unterrabnitz-Schwendgraben è un comune austriaco di 646 abitanti nel distretto di Oberpullendorf, in Burgenland. Nel 1971 fu soppresso e unito a Piringsdorf per formare il nuovo comune di Piringsdorf-Unterrabnitz-Schwendgraben, ma nel 1991 i due comuni riacquistarono la loro autonomia.